# Stuart Welch
Stuart Welch, född den 15 november 1977 i Sydney i Australien, är en australisk roddare.
Han tog OS-brons i åtta med styrman i samband med de olympiska roddtävlingarna 2004 i Aten.